# Nick Dennis
Pour les articles homonymes, voir Dennis.
Nick Dennis est un acteur américain né le 26 avril 1904 en Thessalie (Grèce), décédé le 14 novembre 1980 à Los Angeles (États-Unis).

## Filmographie
- 1947 : A Double Life : Stagehand
- 1951 : Sirocco de Curtis Bernhardt : Nasir Aboud
- 1951 : Un tramway nommé Désir (A Streetcar Named Desire) : Pablo Gonzales
- 1951 : Dix de la légion (Ten Tall Men) de Willis Goldbeck : Mouse
- 1952 : Tout peut arriver (Anything Can Happen) : Chancho
- 1952 : La Maîtresse de fer (The Iron Mistress) : Nez Coupe
- 1952 : Eight Iron Men : Pvt. Sapiros aka The Greek
- 1953 : Man in the Dark : Cookie
- 1953 : The Glory Brigade : Cpl. Marakis
- 1955 : À l'est d'Eden (East of Eden) : Rantani
- 1955 : En quatrième vitesse (Kiss Me Deadly) : Nick
- 1955 : Le Grand Couteau (The Big Knife) : Mickey Feeney
- 1955 : Top of the World : Sgt. Cappi
- 1956 : L'Ardente Gitane (Hot Blood) : Korka
- 1957 : Meurtres sur la dixième avenue : Midget
- 1959 : Alaska Passage : Pete Harris
- 1960 : Spartacus : Dionysius
- 1961 : Ben Casey (série TV) : Nick Kanavaras
- 1961 : La Ballade des sans-espoir (Too Late Blues) : : Nick
- 1962 : Le Prisonnier d'Alcatraz (Birdman of Alcatraz) : Crazed prisoner
- 1963 : Quatre du Texas (4 for Texas) : Angel
- 1966 : La Parole est au colt : Nicos
- 1968 : Le Démon des femmes (The Legend of Lylah Clare) : Nick
- 1969 : Un homme fait la loi (The Good Guys and the Bad Guys) : Engineer #2
- 1972 : Columbo : Blueprint for Murder (TV) : Guard
- 1974 : Police parallèle (The Death Squad) (TV) : Greek